# پسر جهنمی: خون و آهن
'پسر جهنمی: خون و آهن (به انگلیسی: Hellboy: Blood and Iron) یک انیمیشن ویدئویی در ژانر اکشن و ماجراجویی به کارگردانی ویکتور هوک است که در سال ۲۰۰۷ میلادی به صورت دی‌وی‌دی منتشر شد. این انیمیشن بر پایه کمیک بوک‌های پسر جهنمی نوشته مایک میگنولا می‌باشد.

## دنباله
این انیمیشن دنباله انیمیشن پسر جهنمی: شمشیر طوفان می‌باشد.